# Дощера
Дощера — река в России, протекает по Оричевскому району Кировской области. Устье реки находится в 8,8 км от устья реки Снигирёвки по левому берегу. Длина реки составляет 14 км.
Река вытекает из Борковского болота, расположенного в 4 км к юго-востоку от посёлка Оричи. В верховьях русло реки зарегулировано системой мелиоративных канав. Река течёт на восток, приток — Коровка (левый). Незадолго до устья на левом берегу — село Камешница, центр Оричевского сельского поселения. Ширина реки у устья 5 метров.

## Данные водного реестра
По данным государственного водного реестра России относится к Камскому бассейновому округу, водохозяйственный участок реки — Вятка от города Киров до города Котельнич, речной подбассейн реки — Вятка. Речной бассейн реки — Кама.
Код объекта в государственном водном реестре — 10010300312111100034815.